# Dinozauromorfy
Dinozauromorfy (Dinosauromorpha) – klad archozaurów obejmujący grupę Dinosauria i taksony blisko z nią spokrewnione. Bazalnymi dinozauromorfami są m.in. Marasuchus, przypuszczalnie tożsamy z nim Lagosuchus, Saltopus, Nyasasaurus (choć może być on dinozaurem) oraz bardziej zróżnicowane grupy Lagerpetidae i Silesauridae. Tropy odkryte w Stryczowicach w województwie świętokrzyskim, reprezentujące ichnorodzaj Prorotodactylus, sugerują, że bazalni przedstawiciele Dinosauromorpha żyli już we wczesnym oleneku. Przypisywanie tych tropów do dinozauromorfów (a nawet w ogóle do archozauromorfów) jest jednak dyskusyjne. Najstarsze pewne skamieniałości dinozauromorfów pochodzą ze środkowotriasowych złóż Manda w Tanzanii – znane są stamtąd m.in. Asilisaurus i Nyasasaurus. Są to jednak taksony stosunkowo zaawansowane, co sugeruje, że dinozauromorfy wyewoluowały jeszcze wcześniej. Najmłodsze dinozauromorfy niebędące dinozaurami znane są z noryku, choć niektóre retyckie skamieniałości również mogą należeć do tej grupy. Jedynymi żyjącymi dziś dinozauromorfami są ptaki.
Termin Dinosauromorpha został ukuty przez Michaela Bentona w 1985 roku. Jako nazwę kladu pierwszy zdefiniował go Paul Sereno, który w 1991 roku przedstawił definicję typu node-based, wedle której do Dinosauromorpha należą: ostatni wspólny przodek Lagerpeton chanarensis, Lagosuchus talampayensis, Pseudolagosuchus major oraz Dinosauria (w tym ptaków) i wszyscy jego potomkowie. W tym samym artykule Sereno stwierdził jednak, że nazwa Dinosauromorpha odnosi się do kladu obejmującego przedstawicieli Ornithodira bliżej spokrewnionych z dinozaurami niż z pterozaurami. Odmienną definicję Sereno przedstawił w 2005 roku – według niej Dinosauromorpha to grupa obejmująca Passer domesticus i wszystkie gatunki bliżej spokrewnione z nim, niż z Pterodactylus antiquus, Ornithosuchus woodwardi lub Crocodylus niloticus. Jeśli pterozaury nie byłyby blisko spokrewnione z dinozaurami – co postulowali niektórzy autorzy – nowa definicja pozostałaby poprawna, określając także relacje z Crurotarsi; w takim wypadku Dinosauromorpha byłoby starszym synonimem Avemetatarsalia.
Uproszczony kladogram dinozauromorfów według Nesbitta i in. (2013), w którym Nyasasaurus nie należy do Dinosauria
|         | Silesauridae                                               |
|         |                                                            |
| unnamed | \| \| Nyasasaurus \| \| \| \| \| \| Dinosauria \| \| \| \| |
|         | \| \| Nyasasaurus \| \| \| \| \| \| Dinosauria \| \| \| \| |
|         | Nyasasaurus                                                |
|         |                                                            |
|         | Dinosauria                                                 |
|         |                                                            |

|  | Nyasasaurus |
|  |             |
|  | Dinosauria  |
|  |             |

|         | Silesauridae                                               |
|         |                                                            |
| unnamed | \| \| Nyasasaurus \| \| \| \| \| \| Dinosauria \| \| \| \| |
|         | \| \| Nyasasaurus \| \| \| \| \| \| Dinosauria \| \| \| \| |
|         | Nyasasaurus                                                |
|         |                                                            |
|         | Dinosauria                                                 |
|         |                                                            |

|  | Nyasasaurus |
|  |             |
|  | Dinosauria  |
|  |             |

|         | Silesauridae                                               |
|         |                                                            |
| unnamed | \| \| Nyasasaurus \| \| \| \| \| \| Dinosauria \| \| \| \| |
|         | \| \| Nyasasaurus \| \| \| \| \| \| Dinosauria \| \| \| \| |
|         | Nyasasaurus                                                |
|         |                                                            |
|         | Dinosauria                                                 |
|         |                                                            |

|  | Nyasasaurus |
|  |             |
|  | Dinosauria  |
|  |             |

|         | Silesauridae                                               |
|         |                                                            |
| unnamed | \| \| Nyasasaurus \| \| \| \| \| \| Dinosauria \| \| \| \| |
|         | \| \| Nyasasaurus \| \| \| \| \| \| Dinosauria \| \| \| \| |
|         | Nyasasaurus                                                |
|         |                                                            |
|         | Dinosauria                                                 |
|         |                                                            |

|  | Nyasasaurus |
|  |             |
|  | Dinosauria  |
|  |             |